# Brassaiopsis dumicola
Brassaiopsis dumicola är en araliaväxtart som beskrevs av William Wright Smith. Brassaiopsis dumicola ingår i släktet Brassaiopsis och familjen Araliaceae. Inga underarter finns listade.